# AEL Limassol
Athlitiki Enosi Lemesou (grško: Αθλητική Ένωση Λεμεσού) ali na kratko AEL je ciprski nogometni klub iz mesta Limassol. Ustanovljen je bil 4. oktobra 1930 in trenutno igra v 1. ciprski nogometni ligi.
AEL Limassol ima iz nacionalnih prvenstev 6 naslovov državnega prvaka in 2 naslova državnega podprvaka, 1 naslov prvaka 2. ciprske nogometne lige, 6 naslovov prvaka in 11 naslovov podprvaka državnega pokala, 4 naslove prvaka državnega superpokala in 3 naslove K. A. Severi pokala. V evropskih tekmovanjih pa je AEL-ov najboljši rezultat nastop v Evropski ligi v sezoni 2012/13, potem, ko ga je v zadnjem krogu za uvrstitev v Ligo prvakov izločil belgijski Anderlecht (2-1, 0-2). Tam je nato v skupini s francoskim Marseillom, turškim Fenerbahçejem in nemško Borussio Mönchengladbach osvojil 4. mesto (1 zmaga, 1 remi, 4 porazi).
Domači stadion AEL-a je Tsirio Stadium, ki sprejme 13.331 gledalcev. Barvi dresov sta rumena in modra.